# BlueStacks
Der BlueStacks App Player oder kurz BlueStacks ist eine kostenlose, auf VirtualBox basierende Emulator-Software zum Ausführen von Android-Apps unter Windows und macOS. Neue Apps werden über den Google Play Store installiert. Die Bedienung erfolgt per Maus, in manchen Apps kann auch die Tastatur verwendet werden.

## Funktionen

### Aussehen und Peripherie
Der Touchscreen wird durch die Maus simuliert. Multi-Touch und Bewegungssteuerung ist damit zwar nicht möglich, kann in einigen Fällen aber von der Tastatur übernommen werden. Weiterhin lassen sich einzelne Hotkeys erstellen. Die Bildschirmgröße lässt sich anpassen auf die Sichtweise von einzelnen Smartphones oder Tablets. Der Bildschirminhalt lässt sich auch als Livestream auf Facebook und Twitch übertragen.

### Versionen
BlueStacks 5 ist für Windows 11 optimiert, Version 4 auch für ältere Windows-Versionen und macOS.
Version X (also 10) bietet als Hybrid-Cloud-Version lokale Nutzung als auch Emulation in einer fernen Cloud an um Spiele zu streamen.
Die Cloud-Anbindung erlaubt die Nutzung im Browser, da die Android-Emulation auf einem Rechner in der Ferne läuft.
Im Juni 2012 stellte das Unternehmen eine Alpha-Version seiner App-Player-Software für macOS vor, die Veröffentlichung einer Beta-Version folgte im Dezember desselben Jahres. Im Dezember 2024 kam BlueStacks Air dazu, entwickelt für mit Apple-Chips ausgestattete Macs (Apple Silicon).

### BlueStacks Air
Im Dezember 2024 brachte BlueStacks BlueStacks Air auf den Markt, eine Software für Macs mit „Apple Silicon“. Sie ist speziell für alle Mac-Systeme optimiert, die mit einem Apple-Chip ausgestattet sind und läuft nativ auf M1-, M2-, M3- und M4-Prozessoren.

### App-Verwaltung
Apps können gleichzeitig mithilfe von Registerkarten gestartet werden und mehrere Google-Konten dafür verwendet werden. Mit BlueStacks Friends kann man mit anderen Nutzern chatten. Das App Center erlaubt es schneller, Apps und Spiele zu finden, die mit dem Emulator funktionieren. Im Geschenk-Center erhalten die Nutzer exklusive In-Game-Inhalte für einzelne Titel. Durch die kostenlose Android-App BlueStacks Cloud Connect lassen sich die Inhalte eines Smartphones oder Tablets mit der Desktop-Version synchronisieren. Eigenschaften über das emulierte Betriebssystem, die Emulation selbst und die Darstellung der Apps lassen sich in der an der an Android orientieren Systemsteuerung vornehmen.

### Pro-Version
BlueStacks ist kostenlos oder kostenpflichtig und werbefrei erhältlich – mit höherer Priorität beim Kundendienst.

## Systemvoraussetzungen
Auf Windows erfordert der BlueStacks App-Player Windows 7 oder neuer, 4 GB RAM, 10 GB Festplattenspeicher und einen Intel- oder AMD-Prozessor. BlueStacks Air unterstützt derzeit Mac-Systeme mit Apple-Chips (M1–M4). Auf macOS erforderlich sind macOS 11 (Big Sur) oder neuer, 8 GB RAM und 12 GB Festplattenspeicher.

## Geschichte

### Anfangszeiten und Investitionen
Das Unternehmen wurde 2009 von Jay Vaishnav, Suman Saraf und Rosen Sharma, dem ehemaligen CTO bei McAfee und Vorstandsmitglied von Cloud.com, gegründet und veröffentlichte die Software im Jahr 2011. Mit der Zeit kamen mehrere Investoren, darunter Andreessen Horowitz, Redpoint, Samsung, Intel, Qualcomm, Citrix, Radar Partners, Ignition Partners und AMD, hinzu., Am 9. Mai 2013 wurde der Bezahldienst GamePop angekündigt welcher es ermöglicht, die Spiele auf dem Fernseher zu spielen und am 23. Juli 2014 kündigte Samsung an, darin zu investieren, und BlueStacks erhielt 26 Millionen US-Dollar.

### Versionsgeschichte
Eine frühe Version wurde am 25. Mai 2011 auf der Citrix Synergy-Konferenz in San Francisco angekündigt. Die offizielle Alpha-Version startete am 11. Oktober 2011 und die Beta-Version am 7. Juni 2014.
Version 2.0 erschien im Dezember 2015 und ermöglichte erstmals Multitasking. Version 3.0 erschien im Juli 2017 und verbesserte die Performance und fügte Funktionen wie Blue Stack Friends und das integrierte App Center hinzu. Die Streaming-Funktion BlueStacks TV (BTV) wurde am 7. April 2016 erstmals eingeführt und im September 2016 auf Facebook Live ergänzt.

## Rezeption

### Kritik
Chip Online lobt die Bedienung und einfache Installation von Apps innerhalb des Emulators, kritisiert aber auch, dass nicht alle Apps mit dem Emulator kompatibel sind und die kostenlose Basic-Version nervige Werbung enthält. Besonders nützlich wird der Emulator bei Apps, die keine vergleichbare PC-Version haben, wie zum Beispiel einzelne Messenger oder Spiele. Computer Bild gibt dem Emulator 3 von 5 Sternen. WinFuture rechnet damit, dass Daten über das Nutzungsverhalten gesammelt werden.

### Nutzerzahlen
Bisher wurde das Programm über 100 Millionen Mal heruntergeladen. Allerdings ist der Emulator auf vielen AMD- und Asus-Geräten vorinstalliert und erreicht damit nach Welt.de ca. 120 Millionen potenzielle Nutzer (Stand: Januar 2013).